# Recoffination
Recoffination – debiutancki album zespołu Hellfire, nagrany w warszawskim DBX-Studio w dwóch etapach - instrumenty (wrzesień/październik) 2001 oraz wokale i miksy (październik/listopad) 2002. Nad nagraniami czuwał Jacek Melnicki. Album w całości nagrany, wydany oraz dystrybuowany przez zespół ukazał się w styczniu 2003.

## Lista utworów
1. „The Deal” – 2:22
2. „Sin” – 4:36
3. „Invisible Death” – 4:09
4. „Grave Story” – 6:06
5. „Judas the Second” – 2:25
6. „Trapped in Glass” – 5:30
7. „Satan's Cavalry”* – 4:12
8. „Soultaker” – 6:18
9. „Hellfire” – 5:50

* Anglojęzyczny cover utworu Kawaleria Szatana cz. I zespołu Turbo.

## Twórcy
- Tomasz Twardowski – wokal
- Artur Grabowski – gitara
- Jakub Olejnik – gitara
- Tomasz Węglewski – gitara basowa
- Jarosław Stańczyk – perkusja
- Jowita Kamińska – projekt okładki